# قوة عمودية
قوة عمودية (بالإنجليزية: Normal Force)‏ هي مركبة القوة العمودية على سطح التلامس، بفعل قوة أخرى تحول دون تحرير الجسم مثل قوة الاحتكاك والقوة التي يؤثر بها جدار على جسم فوق سطح مائل ويرمز لها بالرمز Fn.

F_{n} تمثل القوة العمودية

## قوة الاحتكاك
هي القوة الناشئة بين سطحي التلامس لجسمين وهي موازية لسطح التلامس ومضادة في الاتجاه لقوة التحريك.
على سبيل المثال يمكن لكتلة أن تستقر فوق سطح مائل بفعل الاحتكاك على الرغم من قوة جذب الأرض للجسم. تقل فرصة بقاء هذه الكتلة على السطح مع زيادة زاوية ميل السطح نحو الأعلى وهذه طريقة عملية لتحديد معامل الاحتكاك حيث يصبح معامل الاحتكاك:
{\displaystyle \mu _{r}=tan\theta ={\frac {F_{r}}{F_{n}}}\,}